# Jacques Dopagne
Pour les articles homonymes, voir Dopagne.
Jacques Dopagne est un scénariste, critique d'art et écrivain français, né le 18 juillet 1921 à Carentan (Manche), mort le 2 avril 2002 à Paris.

## Biographie
D'origine normande, Jacques Dopagne se réfugie au début de l'Occupation en zone libre. Il commence à publier des poèmes dans des revues comme Vigie et Méridien. Après la libération de Paris, il publie des textes dans Confluences et Fontaine.
Jacques Dopagne lance en 1945, Variété. Revue française des Lettres et des Arts, qu'il anime avec son épouse, Marie-Aimée, et Jacques Doris. Publiée avec le soutien de Gallimard, elle cesse de paraître en 1947 après trois numéros illustrés entre autres par Fernand Léger, Jean Fautrier, Jean Dubuffet, Pierre Tal Coat, Henri Matisse, André Masson, et édite des textes de Paul Valéry, Jean Paulhan, Michael Fraenkel, Jacques Prévert, Albert Camus, Marcel Arland, Joë Bousquet.
Jacques Dopagne est principalement connu pour avoir été, aux côtés de Boris Vian le coscénariste du film J'irai cracher sur vos tombes (1959).
Il est l'auteur d'un feuilleton radiophonique, Nicole et l'amour, diffusé sur Radio-Luxembourg et Radio Monte-Carlo en 1960-1961, sponsorisé par la marque de farine pour bébé, Phosphatine.
À compter de 1974, il devient l'auteur de monographies sur des plasticiens.

## Filmographie (scénariste)
- 1951 : Les Amants de bras-mort de Marcello Pagliero
- 1953 : L'Esclave d'Yves Ciampi
- 1959 : J'irai cracher sur vos tombes de Michel Gast

## Publications
- Nicole et l'amour, adaptation par Claire Cailleaux, Éditions Airel, coll. « Radio-Luxembourg », série « Nicole et l'amour », no 1, 1960
- Le Danger, adaptation par Claire Cailleaux, Éditions Airel, coll. « Radio-Luxembourg », série « Nicole et l'amour », no 2, 1960
- Barrages, adaptation par Claire Cailleaux, Éditions Airel, coll. « Radio-Luxembourg », série « Nicole et l'amour », no 3, 1960
- Nicole et les autres, adaptation par Claire Cailleaux, Éditions Airel, coll. « Radio-Luxembourg », série « Nicole et l'amour », no 4, 1961
- Nicole s'en va, adaptation par Claire Cailleaux, Éditions Airel, coll. « Radio-Luxembourg », série « Nicole et l'amour », no 5, 1961
- Dali, Paris, Fernand Hazan, 1974
- Miró, F. Hazan, 1974
- Gilioli : sculptures, F. Hazan, 1976
- Bruegel, F. Hazan, 1976
- Magritte, F. Hazan, 1977

Collection « Connaître »
- Connaître la peinture de Cargaleiro, 1983
- Connaître la peinture de Charra, 1983
- Connaître la peinture de James Pichette, 1985
- Connaître la sculpture de Roland Cabot, 1986
- Connaître la sculpture de Hubert de Lapparent, 1989
- Connaître la peinture de Victor Laks, 1989
- Connaître la sculpture de Claude Gilli, 1990
- Connaître la sculpture de Dimas Macedo, 1991
- Connaître la peinture de Michel Biot, 1993